# 더 베이
《더 베이》(영어: The Bay)는 미국에서 제작된 배리 레빈슨 감독의 2012년 파운드 푸티지 공포 영화이다. 케더 도너휴 등이 출연하였고, 오렌 펠리 등이 제작에 참여하였다.

## 출연진
- 케더 도너휴
- 크리스틴 코널리
- 윌 로저스
- 스티븐 컹컨
- 크리스토퍼 데넘
- 마이클 비즐리
- 앤드루 스탈
- 제인 맥닐

## 기타 제작진
- 배역: 트레이시 킬패트릭
- 미술: 리 보너